# Шидер-Шваленберг
Шидер-Шваленберг (нім. Schieder-Schwalenberg) — громада в Німеччині, знаходиться в землі Північний Рейн-Вестфалія. Підпорядковується адміністративному округу Детмольд. Входить до складу району Ліппе.
Площа — 60,07 км2. Населення становить 8355 ос. (станом на 31 грудня 2020).